# Tota (criminoso)
Antônio de Souza Ferreira, o Tota (João Pessoa, 11 de março de 1980 - Rio de Janeiro, 16 de setembro de 2008), foi um traficante de drogas brasileiro, que ficou conhecido por ser o líder do crime organizado nos complexos do Alemão e da Penha.
Sua principal característica era a violência, e crueldade contra qualquer um que se opusesse às suas ordens, era assassino de policiais. Esteve durante cerca de três anos como número um na lista de procurados pela Polícia Civil do Estado do Rio de Janeiro, desde que se estabeleceu no complexo do Alemão, vindo da favela do Caramujo, em Niterói. Sua captura motivou a série de operações que resultou na ocupação do Alemão em 2007.
Ex-homem de confiança de Márcio dos Santos Nepomuceno, o Marcinho VP, Tota teria sido morto em setembro de 2008 por ordem de Fernandinho Beira-Mar.